# Donatas Motiejūnas
Donatas Motiejūnas, né le 20 septembre 1990 à Kaunas en Lituanie, est un joueur lituanien de basket-ball. Motiejūnas mesure 2,13 m et évolue aux postes d'ailier fort et de pivot.

## Carrière en club

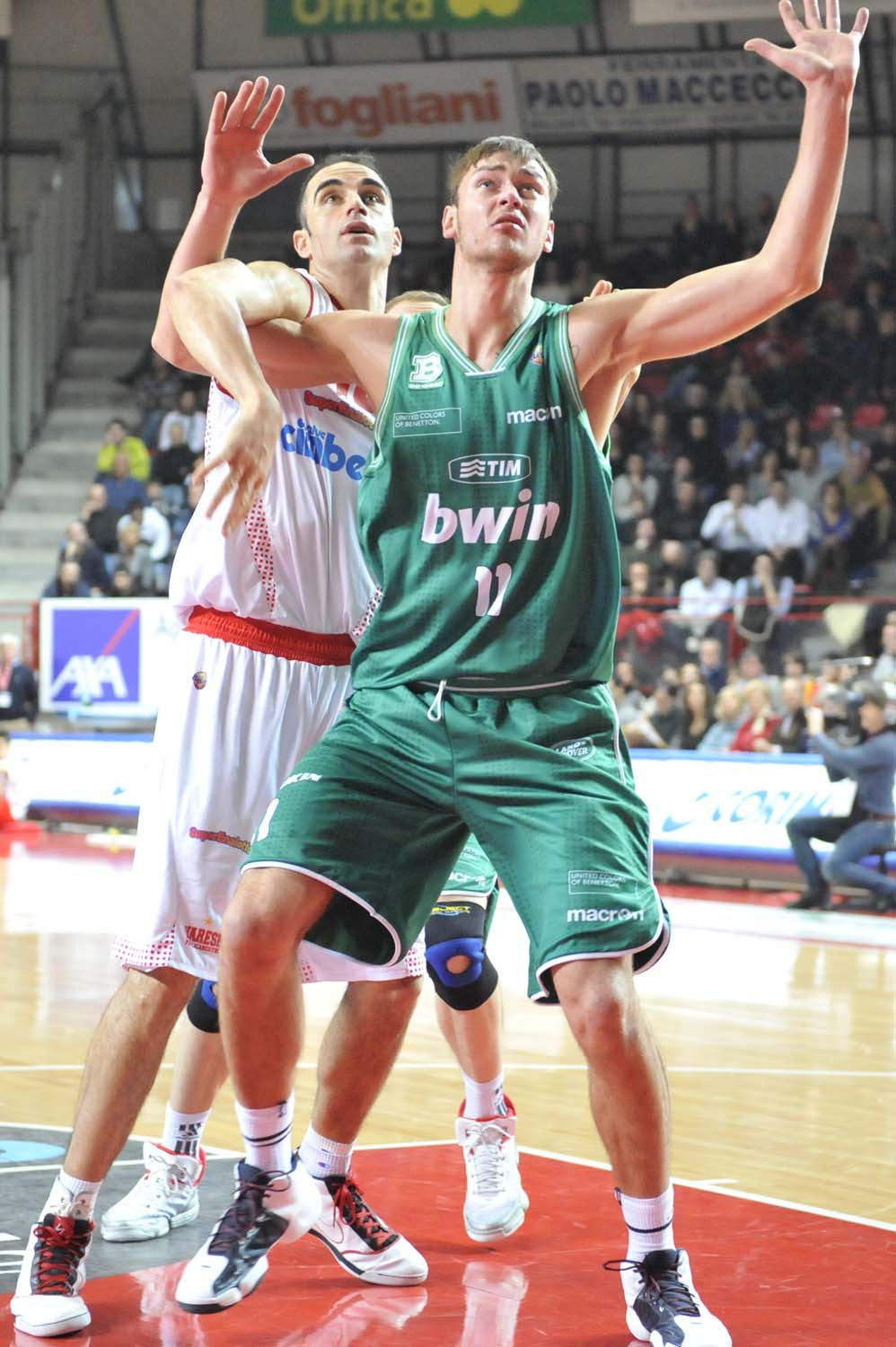
Diego Fajardo et Donatas Motiejūnas

Motiejūnas commence sa carrière en 2005 dans l'équipe de jeunes du Žalgiris Kaunas. En 2007, il intègre l'équipe principale du Žalgiris. Lors de sa première rencontre, contre ASK Riga, il marque 15 points en 22 minutes (à 6 sur 10 au tir). En huit rencontres de Ligue baltique, il marque 5,6 points en 10 minutes de jeu en moyenne.
En 2008, Motiejūnas signe avec Kauno Aisčiai, autre club professionnel de Kaunas. En moyenne, il marque 19,9 points par rencontre et prend 7,0 rebonds en 29,3 minutes de jeu. Son record est de 29 points contre le KK Nevėžis, le 22 mars 2009.
En août 2009, Motiejūnas rejoint le Benetton Trévise en première division du championnat d'Italie. Lors de sa première saison, en moyenne, il marque 9,2 points et prend 4,7 rebonds en 20,3 minutes.
Motiejūnas remporte le trophée du meilleur jeune joueur (révélation de l'année) de l'EuroCoupe 2010-2011.
En juin 2011, il est choisi à la 20e position de la draft de la NBA par les Timberwolves du Minnesota puis ses droits sont envoyés aux Rockets de Houston.
En septembre 2011, Motiejūnas signe un contrat avec Asseco Prokom Gdynia pour la saison 2011-2012. Le 7 décembre 2011, il établit le record du nombre de rebonds défensifs dans une rencontre d'Euroligue avec 18 (et 21 rebonds au total).

### Rockets de Houston (2012-2016)
Début juillet 2012, Motiejūnas signe un contrat avec les Rockets de Houston. En novembre, il est envoyé s'aguerrir aux Vipers de Rio Grande Valley, en NBA Development League mais après deux rencontres dans lesquelles il excelle, les Rockets le rappellent.
Durant la saison 2014-2015, Motiejūnas augmente sensiblement son temps de jeu au sein des Rockets, et il réalise plusieurs matchs à plus de 20 points.
Le 2 décembre 2016, les Nets de Brooklyn lui proposent un contrat de 37 millions de dollars sur quatre ans. Le 5 décembre 2016, les Rockets égalent l'offre des Nets et conservent Motiejūnas. Mais, le 6 décembre, il ne se présente pas à la visite médicale obligatoire. Le 16 décembre 2016, il est libéré par les Rockets de Houston et fait l'impasse sur le contrat de 37 millions de dollars sur quatre ans.

### Pelicans de La Nouvelle-Orléans (2017)
Le 28 décembre 2016, il fait des essais chez les Lakers de Los Angeles. Le 1er janvier 2017, il signe chez les Pelicans de La Nouvelle-Orléans.

### Spurs de San Antonio (2019)
En avril 2019, Motiejūnas rejoint les Spurs de San Antonio.

### AS Monaco (depuis 2021)
En août 2021, Motiejūnas quitte la Chine et revient en Europe jouer avec l'AS Monaco, club de première division française et évoluant aussi en Euroligue,.
Motiejūnas est décrit comme très mobile pour son gabarit mais maladroit au tir.

## Carrière en équipe nationale
Motiejūnas joue dans les équipes nationales de jeunes de la Lituanie et participe à divers championnats : championnat d'Europe des moins de 16 ans en 2006, championnat d'Europe des moins de 18 ans en 2007 et 2008, championnat du monde des moins de 19 ans en 2009 et championnat d'Europe des moins de 20 ans en 2009.
En 2008, l'équipe obtient la médaille d'argent du championnat d'Europe des moins de 18 ans. Motiejūnas marque 18,2 points, prend 10,2 rebonds et fait 1,8 contre en moyenne par rencontre lors du championnat : il est nommé meilleur joueur de la compétition. Lors du championnat d'Europe des moins de 20 ans, il marque 11,2 points et prend 5,4 rebonds en moyenne par rencontre. Au championnat du monde des moins de 19 ans, toujours en 2009, il marque 17,3 points, prend 8 rebonds et fait 2,7 passes décisives en moyenne par rencontre.

## Palmarès

### En équipe nationale
- Championnat d'Europe
  -  Médaille d'argent en 2013

### En club
- AS Monaco
  - Champion de France en 2023 et 2024
  - Vainqueur de la Coupe de France en 2023

## Records sur une rencontre en NBA
Les records personnels de Donatas Motiejunas en NBA sont les suivants, :
| Type de statistique        | Saison régulière | Saison régulière          | Saison régulière | Playoffs | Playoffs                   | Playoffs      |
| Type de statistique        | Record           | Adversaire                | Date             | Record   | Adversaire                 | Date          |
| -------------------------- | ---------------- | ------------------------- | ---------------- | -------- | -------------------------- | ------------- |
| Points                     | 26               | @ Celtics de Boston       | 30 janvier 2015  | 14       | Warriors de Golden State   | 21 avril 2016 |
| Paniers marqués            | 11               | 2 fois                    | 2 fois           | 5        | Warriors de Golden State   | 21 avril 2016 |
| Paniers tentés             | 19               | Nuggets de Denver         | 13 décembre 2014 | 11       | Warriors de Golden State   | 21 avril 2016 |
| Paniers à 3 points réussis | 3                | 6 fois                    | 6 fois           | 2        | Warriors de Golden State   | 21 avril 2016 |
| Paniers à 3 points tentés  | 6                | @ Hawks d'Atlanta         | 3 mars 2015      | 3        | 2 fois                     | 2 fois        |
| Lancers francs réussis     | 5                | 4 fois                    | 4 fois           | 4        | @ Warriors de Golden State | 16 avril 2016 |
| Lancers francs tentés      | 8                | Magic d'Orlando           | 17 mars 2015     | 6        | @ Warriors de Golden State | 16 avril 2016 |
| Rebonds offensifs          | 7                | 2 fois                    | 2 fois           | 5        | Warriors de Golden State   | 21 avril 2016 |
| Rebonds défensifs          | 11               | @ Lakers de Los Angeles   | 8 avril 2014     | 8        | Warriors de Golden State   | 21 avril 2016 |
| Rebonds totaux             | 15               | @ Lakers de Los Angeles   | 8 avril 2014     | 13       | Warriors de Golden State   | 21 avril 2016 |
| Passes décisives           | 7                | @ Hawks d'Atlanta         | 3 mars 2015      | 2        | 2 fois                     | 2 fois        |
| Interceptions              | 4                | @ Knicks de New York      | 8 janvier 2015   | 2        | Warriors de Golden State   | 21 avril 2016 |
| Contres                    | 3                | 2 fois                    | 2 fois           | 1        | 2 fois                     | 2 fois        |
| Balles perdues             | 5                | 2 fois                    | 2 fois           | 4        | Warriors de Golden State   | 24 avril 2016 |
| Minutes jouées             | 43               | @ Clippers de Los Angeles | 15 mars 2015     | 31       | Warriors de Golden State   | 21 avril 2016 |

- Double-double : 11 (dont 1 en playoffs)
- Triple-double : 0